# Acrotomia macularia
Acrotomia macularia är en fjärilsart som beskrevs av W. Warren 1897. Acrotomia macularia ingår i släktet Acrotomia och familjen mätare. Inga underarter finns listade i Catalogue of Life.